# 로렌스 프리먼 신부

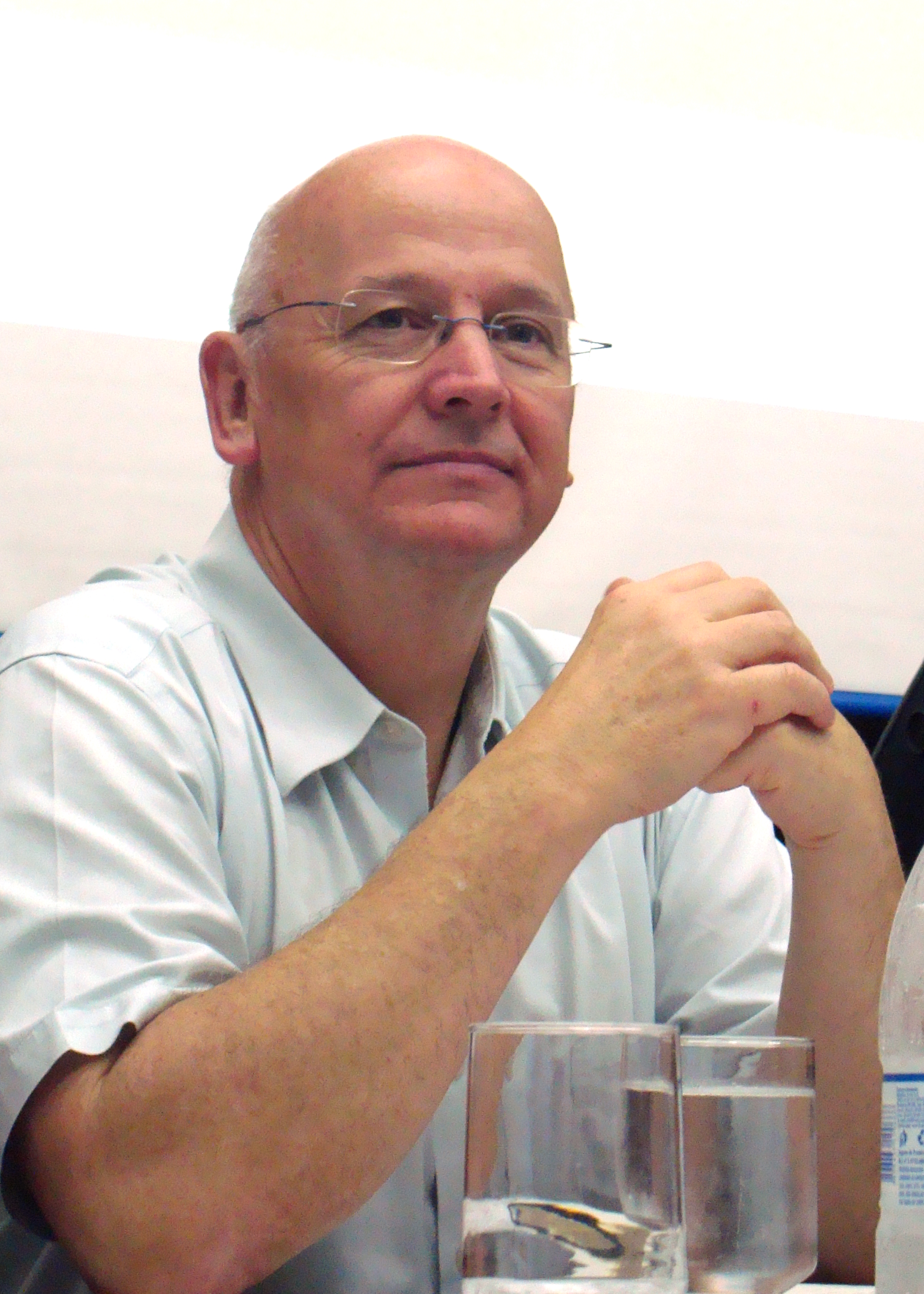
2009년 브라질의 Porto Alegre에 있는 로렌스 프리먼 신부

로렌스 프리먼 신부(1951년 7월 17일 ~ )는 가톨릭의 사제이고, 성 베네딕도회 올리베따노 연합회에 속한 베네딕도회 수도자이다. 현재 이탈리아의 필라스트렐로의 성 마리아 수도원에 속해 있다.

## 생애
1951년 영국에서 태어난 그는 베네딕도회 교육을 받았고, 옥스포드 뉴 칼리지 (New College, Oxford)에서 영문학을 전공하였다. 수도원에 입회하기 전에 은행 및 저널리즘 분야에서 일했고, 유엔에서도 일했다.  
1975년 프리먼은 런던의 일링 수도원(Ealing Abbey)의 존 메인 신부가 운영하던 공동체에 합류하게 되는데, 이 첫번째 실험적인 평신도 공동체는 관상기도 수행을 통하여 그리스도교 명상과 베네딕도회 수도생활을 실천해 가기 위하여 만들어진 것이었다. 여기에서 런던의 그리스도교 명상 센터가 설립되었다.   
1977년 몬트리올 대주교의 초청으로 그는 메인 신부와 함께 캐나다에 가서 그리스도교 명상 수행과 가르침에 전념하는 베네딕토회 수도자와 평신도들로 구성된 공동체를 설립하였다.  프리먼은 몬트리올 대학교(Université de Montréal)와 맥길 대학교(McGill University)에서 신학을 공부하였다. 그는 1979년에 수도원에서 장엄 종신서원을 하였고, 1980년에 사제로 서품되었다.  
1982년 존 메인 신부의 사망 후 이제 막 세계적인 공동체로 발전하기 시작한 공동체에서 그리스도교 명상을 가르치는 일을 계속했다. 그는 세계를 여행하며 명상에 대한 강의와 피정 지도를 계속하였다.  
1991년에 전세계 100여개 국에 설립된 '그리스도교 명상 국제 공동체'(WCCM)를 위한 국제 센터를 새롭게 설립하기 위하여 영국으로 돌아왔다.   
프리먼은 1998년과 2000년 사이 인도, 이탈리아, 벨파스트에서 달라이 라마와의 그리스도교-불교간 대화라는 역사적인 '평화의 길' 프로그램에 참여하며 종교간 대화와 세계 평화 이니셔티브에 강하게 헌신하였다. 이 프로그램은 2013년 인도의 사르나트(Sarnath)에서 다시 진행되었다. 2006년에 요크 대학에서 그가 공동으로 주최한 모임에서는 그리스도교와 이슬람의 공통점을 모색하는 모임이었다. 그는 2009년 호주 멜버른에서 열린 세계 종교 회의(World Parliament of Religions)에서 기조 연설자로 참여했다.  
프리먼은 종교간 대화와 세계 평화 증진에 이바지한 공로로 2010년 캐나다 최고 훈장(Order of Canada)을 수여 받았다. 
프리먼의 활동은 또한 아이들과 학생들에게 명상 교육을 장려하는 것을 포함한다. 그는 미국의 조지타운 대학교(Georgetown University)에서 명상 및 종교간 대화를 위한 존 메인 센터(John Main Center)를 창설했으며, 모든 참된 교육의 본질적인 특성으로서 관상적 차원을 바라본다. 2010년에는 창립 20주년을 기념하기 위해 그리스도교 명상 세계 센터(WCCM)의 Meditatio Outreach 프로그램을 시작했다.  Meditatio는 세속적인 세계와의 대화에 참여할 수 있는 세미나, 포럼 및 워크샵을 주최하고 교육, 정신 건강, 비즈니스, 중독 및 치료, 종교간 주제 및 기타 주제에 대한 간행물 및 자료를 제작하고 있다.  
프리먼 신부는 현재 현대 세계 안에서 에큐메니칼 관상 공동체로 설립된 '그리스도교 명상 국제 공동체'(WCCM)를 통하여 그리스도교 명상을 가르치고 관상적인 삶을 모든 그리스도교인 영성의 필수적이고 중심적인 차원으로 복원시키는 일을 계속하고 있다.  

## 저술
프리먼 신부는 많은 책들을 저술하였으며, 학술 잡지와 잡지에 글을 기고하고 있으며 The Tablet에도 정기적으로 글을 싣고 있다. 또한 존 메인 신부의 저술들에 대한 편집 일을 맡고 있다.    
- - Meditation(2019)
  - Sensing God: Meditation for Lent[깨진 링크(과거 내용 찾기)](2016)
  - Why are we here?(2012)
  - The Goal of Life(2012)
  - First Sight: The Experience of Faith(2011)
  - Jesus, the Teacher Within(2010)
  - The Selfless Self(2009)
  - Light Within(2008)
  - Christian Meditation: Your Daily Practice(2007)
  - The Inner Pilgrimage(2007)
  - A Simple Way(2004)
  - A Pearl of Great Price(2002)
  - Common Ground(1999)
  - Web of Silence(1998)
  - A Short Span of Days(1991)